# 悼平皇后
悼平皇后（とうへいこうごう、? - 1149年）は、金の熙宗の皇后。姓は裴満（はいまん）。女真貴族の婆盧買部の裴満忽撻の娘。母は金の宗室の娘。弟は裴満忽睹。太祖の妻の一人で遼王斡本（宗幹）の母の光懿皇后と同族である。

## 生涯
熙宗が即位すると、貴妃となった。天眷元年（1138年）、皇后に立てられた。大いに寵愛を受け、英悼太子済安を産んだが夭折した。
金の宗室の粘没喝（宗翰）・斡啜（宗弼）らの死後、政治に干渉することが多く、宰相の人事も左右し、高飛車な性格で熙宗にさえ不遜な態度を取った。権勢にあやかろうと様々な献上物が争って皇后に贈られ、特に珍しいものを贈った地方官はそのために昇進した。近侍の高寿星が熙宗の命により燕南にうつされそうになったので、皇后に訴えると、皇后は怒りにまかせて左司郎中の三合を殺し、平章政事の乙卒（秉徳）を鞭打って、高寿星の異動を阻止した。また、斡本（オベン、宗幹）の子の完顔亮（海陵王）と仲睦まじく、彼に甘いとの噂も立った。結局、熙宗からは信頼を失い、他の妃嬪が寵愛されるようになった。皇統9年（1149年）11月5日、皇后は熙宗と諍いを起こし、熙宗は怒って皇后を誅殺した。
翌月、海陵王によって熙宗は弑逆され、東昏王に格下げの上で葬られた。しかし、裴満氏は「悼皇后」と諡され、裴満忽撻は郡王の位を授けられた。大定元年（1161年）、海陵王を廃して即位した世宗によって、裴満氏は「悼平」と諡を改められ、熙宗と合葬された。

## 子女
- 英悼太子 済安（1142年3月30日（皇統2年2月24日） - 1143年）
- 代国公主 - 唐括弁に降嫁した

## 伝記資料
- 『金史』
- 『三朝北盟会編』
- 『靖康稗史箋證』